# Djupebo (naturreservat)
Djupebo är ett naturreservat i Surahammars kommun i Västmanlands län.
Området är naturskyddat sedan 1994 och är 46 hektar stort. Reservatet ligger söder om byn Djupebo och sjön Djupen. Reservatet består av en blandning av skogsmark och öppen myr.